# Maïwenn
Maïwenn (fonetikusan: [majwɛn]), eredeti nevén Maïwenn Le Besco (Les Lilas, 1976. április 17. – ) francia színésznő, forgatókönyvíró, filmrendező és producer.
Pályáját gyermekszínészként kezdte, eleinte teljes nevét használta, majd 1991-től kizárólag utónevét. Első filmes megjelenésére három éves korában került sor a Jövőre... ha minden jól megy című vígjátékban, komolyabb szerepet 1983-ban kapott a Gyilkos nyár című filmdrámában; az igazi ismertséget azonban az önmaga által 2006-ban rendezett, önéletrajzi ihletésű dráma, a Pardonnez-moi hozta el számára, amellyel két kategóriában is César-díjra jelölték (legígéretesebb fiatal színésznő és legjobb elsőfilmnes).
Színészként több alkalommal játszott Isabelle Adjani oldalán és olyan rendezők instruálták, mint Luc Besson, Claude Lelouch vagy a Larrieu testvérek.
A többszörösen díjazott művész hat nagyjátékfilmet rendezett; Jeanne du Barry – A szerető című történelmi filmdrámáját 2023-ban a cannes-i fesztivál nyitófilmjének választották.

## Élete

### Ifjú évei
Maïwenn vietnami és francia felmenőkkel bíró breton apa és francia-algériai anya, Catherine Belkhodja színésznő gyermeke. Anyai nagyapja az algériai háborúban az FLN oldalán harcolt, később a függetlenné vált ország adminisztrációjában töltött be fontos, politikai jellegű beosztásokat az 1970-es évek közepéig.
Maïwenn huga Isild Le Besco francia színésznő, forgatókönyvíró és filmrendező, öccse Jowan Le Besco színész, operatőr, továbbá két féltestvére van.
Nem volt könnyű gyermekkora. Myriam Bru művészügynök vallomása szerint: „Az anyja nem csinált karriert, és azt akarta, hogy mindenáron színésznő legyen. Három éves korában elvonszolta őt az összes castingra. Később Maïwenn már egyedül járt oda, mindkét kezében egy gyerekkel, hátán egy másikkal. Őrület, rendkívül megható volt, ő volt az anyjuk. Nem voltam hajlandó az ügynöke lenni. Túlságosan az anya vágyát éreztem, és nem eléggé a gyermek vágyát”. Maïwenn gyermekbántalmazással is vádolja szüleit.

### Szakmai pályafutása
1990 februárjában tizenhárom évesen megnyerte a tizenéves lányok és fiatalasszonyok francia divatlapja, a 20 ans magazin modellversenyét.
Gyermekként és tizenévesen több filmszerepet kapott; ezek közül kiemelkedett a Gyilkos nyár, amelyben a főszereplő Isabelle Adjani karakterét alakítja gyermekként, valamint a Tini démon, melyben főszerepet játszott Johnny Hallyday oldalán. Ez utóbbira felfigyelve kapott kisebb szerepet a Léon, a profiban, majd játszhatta el a földönkívüli díva, Plavalaguna szerepét Az ötödik elemben.
Színitanodai tanárnője, Corine Blue biztatására, hogy az órán improvizáljon édesanyjáról, nekilátott egy nagyrészt önéletrajzi egyszemélyes előadás (ahogy ő nevezte: One-Maï-Show), a Le Pois chiche (Csicseriborsó) megírásának, amelyet a Café de la Gare-ban adott elő 2002 végén Orazio Massaro rendezésében.
2006 novemberében készült el első, részben önéletrajzi filmje, a Pardonner-moi, amellyel a 2007-es César-gálán két kategóriában jelölést kapott (legígéretesebb fiatal színésznő és legjobb elsőfilmnes). Maïwenn szerint, miután Besson megtudta, hogy a saját pénzét tervezi felhasználni a film elkészítésére, azt mondta neki: „Azonnal abba kell hagynod, amit csinálsz. Őrült vagy. Senki sem fekteti be a saját pénzét egy filmbe.” A film megtekintése után azonban bocsánatot kért, mondván: ebben az esetben igaza volt. 2008-ban forgatta a Színésznők bálja című második nagyjátékfilmjét zenés komédia stílusban, a színésznők rejtett arcairól. Ebben a szereplők egy-egy kijelölt zeneszerző dalát adják elő, a film zenéjét Gabriel Yared felügyelte. Maïwenn az év felfedezettjeként 2009-ben Henri-Langlois-díjat vehetett át Ken Loach rendezőtől. A film egyik szereplőjét, JoeyStarr rappert 2010-ben a legjobb mellékszereplő kategóriában César-díjra jelölték.

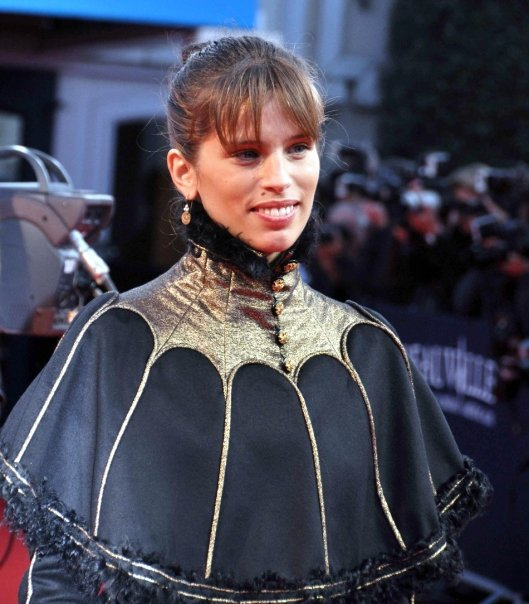
Maïwenn a 2009-es Deauville-i Nemzetközi Filmfesztiválon

2009-ben az amerikai filmeknek szentelt Deauville-i Nemzetközi Filmfesztivál Cartier-díjának zsűriét vezette, ahol a díjat A harcmező hírnökei című háborús filmdráma kapta.
Harmadik filmrendezésével nemzetközi ismertségre tett szert, a Polisse című társadalmi dráma elnyerte a zsűri díját a 2011-es cannes-i fesztiválon. A Karin Viard, Marina Foïs, JoeyStarr és saját főszereplésével készült, a párizsi rendőrség kiskorúak védelmét szolgáló brigádjának mindennapi küzdelméről szóló film mind a kritika, mind pedig a nézők körében sikert aratott. Maïwenn  mindhárom filmjében egy kamerával szerepel, ami gyerekkori elragadtatásból és az örvényszerű „filmezés a filmben” technikának (mise en abyme) a történetmesélésben való alkalmazása iránti érdeklődéséből fakad.
2012 júniusában Karl Lagerfeld őt választott Brad Pitt-tel együtt a Chanel márka reklámarcának.

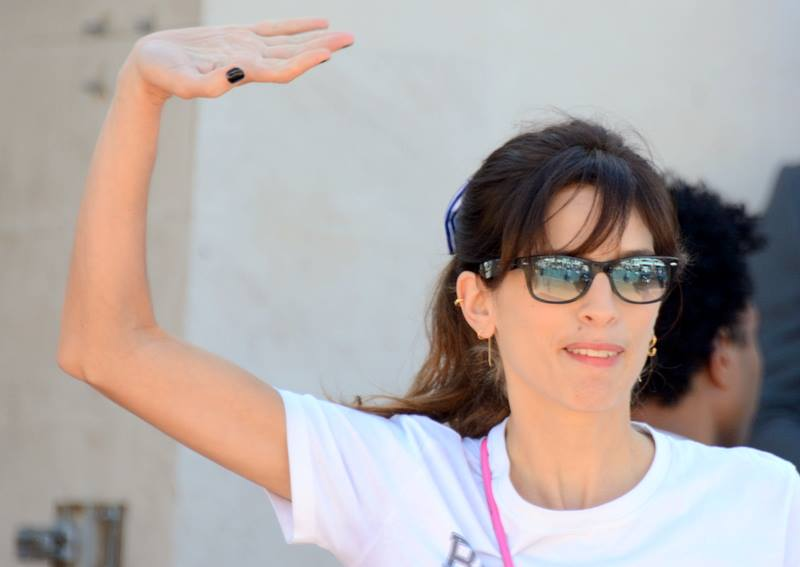
Maïwenn a 2015-ös cannes-i fesztiválon

A 2015-ös cannes-i fesztiválon volt a világpremierje negyedik nagyjátékfilmjének, Az én szerelmemnek, Vincent Cassel és Emmanuelle Bercot (aki elnyerte a legjobb női alakítás díját) főszereplésével. 2020-ra készült el az ADN című filmdrámája, amelyben Fanny Ardant, Louis Garrel és Marine Vacth mellett ő maga is játszott. A filmet beválogatták a Covid19-pandémia miatt elmaradt 2020-as cannes-i fesztivál „Visszatérő alkotók filmjei” közé, így – bár nem díjazhatták – a főcímben és a promóció során feltüntethető a « Cannes 2020 » cimke. A világjárvány azonban erősen korlátozta a film forgalmazását.
2022-ben készült el Jeanne du Barry – A szerető című történelmi filmje, amelynek címszerepét maga a rendezőnő játssza, XV. Lajos francia király szerepére pedig Johnny Deppet kérte fel. A film világpremierjére a 2022-es cannes-i fesztivál versenyen kívül vetített nyitófilmjeként kerül sor.

### Magán- és családi élete
A szüleivel való rossz kapcsolata miatt 15 éves korában úgy döntött, hogy a szakmai tevékenységében nem használja többé a vezetéknevét és a filmek főcímlistáján, illetve a stáblistákon kizárólag keresztnevén szerepel.
1991-ben a 17 évvel idősebb Éric Serra zeneszerzővel együtt élő 15 éves Maïwenn találkozott Luc Bessonnal, aki ugyancsak 17 évvel volt idősebb nála. A pár a következő évben összeházasodott; 1993. január 3-án megszületett lányuk, Shanna.
1996-ban Az ötödik elem forgatása alatt Luc Besson elhagyta őt Milla Jovovich miatt. Az akkor Los Angelesben élő Maïwenn idegösszeomlást kapott, majd súlyos depresszióba esett, bulimiás lett, alkoholt és kábítószert fogyasztott, huszonöt kilót fogyott, végül már nem volt se bankszámlája, se társadalombiztosító kártyája. A hullámvölgyből pszichológus segítségével sikerült kijönnie. 2001-ben visszatért Párizsba, rádiózott, reklámokban tűnt fel, majd a humorista-színész Smaïn, valamint Jean-Paul Gaultier divattervező asszisztense lett, és francia-angol fordításokat készített, végül beiratkozott egy színitanodába. A Café de la Gare-ban színre vitt produkciója és annak sikere segített neki végképp önmagára találnia.
2002 decemberében, hét hónappal találkozásuk után, férjhez ment Jean-Yves Le Fur üzletemberhez; 2003 júliusában megszületett fiuk, Diego. A pár 2004-ben elvált.
2012-ben kitüntették a francia Művészeti és Irodalmi Rend lovagja címmel.

## Filmográfia

### Színészként

#### Játékfilmek
| Év   | Magyar cím                   | Eredeti cím                       | Szerep                       | Magyar hang     | Rendező                            |
| ---- | ---------------------------- | --------------------------------- | ---------------------------- | --------------- | ---------------------------------- |
| 1981 | Jövőre... ha minden jól megy | L'Année prochaine si tout va bien | Prune                        | N/A             | Jean-Loup Hubert                   |
| 1983 | Gyilkos nyár                 | L'Été meurtrier                   | Éliane fiatalon              | N/A             | Jean Becker                        |
| 1986 | Kegyelmi állapot             | L'État de grâce                   | N/A                          | N/A             | Jacques Rouffio                    |
| 1987 | –                            | Cinématon no 994                  | önmaga                       |                 | Gérard Courant                     |
| 1988 | –                            | L'Autre Nuit                      | Joan                         |                 | Jean-Pierre Limosin                |
| 1990 | Lacenaire halála             | Lacenaire                         | Hermine                      | N/A             | Francis Girod                      |
| 1991 | Tini démon                   | La Gamine                         | Carole Lambert               | Somlai Edina    | Hervé Palud                        |
| 1994 | Léon, a profi                | Léon                              | Ouin-Ouin, a fiatal szőke nő | N/A             | Luc Besson                         |
| 1997 | Az ötödik elem               | Le Cinquième Élément              | Plavalaguna díva             | Détár Enikő     | Luc Besson                         |
| 2000 | –                            | La Mécanique des femmes           | N/A                          |                 | Jérôme de Missolz                  |
| 2001 | –                            | 8, rue Charlot                    | Karine                       |                 | Bruno Garcia                       |
| 2003 | Magasfeszültség              | Haute Tension                     | Alex                         | Roatis Andrea   | Alexandre Aja                      |
| 2004 | –                            | Osmose                            | egy barátnő a partin         |                 | Raphaël Fejtö                      |
| 2004 | –                            | Les Parisiens                     | Shaa, az énekesnő            |                 | Claude Lelouch                     |
| 2005 | Szeretni bátorság            | Le Courage d'aimer                | Shaa, az énekesnő            | N/A             | Claude Lelouch                     |
| 2006 | –                            | Pardonnez-moi                     | Violette                     |                 | Maïwenn                            |
| 2008 | Színésznők bálja             | Le Bal des actrices               | önmaga                       | N/A             | Maïwenn                            |
| 2011 | Polisse                      | Polisse                           | Melissa                      | N/A             | Maïwenn                            |
| 2012 | Kalóz TV                     | Télé Gaucho                       | Yasmina                      | Szávai Viktória | Michel Leclerc                     |
| 2013 | Tökéletes szerelmi bűntény   | L'amour est un crime parfait      | Anna                         | Solecki Janka   | Larrieu testvérek                  |
| 2017 | –                            | Le Prix du succès                 | Linda                        |                 | Teddy Lussi-Modeste                |
| 2019 | –                            | All Inclusive                     | Paloma                       |                 | Fabien Onteniente                  |
| 2020 | –                            | Sœurs                             | Norah                        |                 | Yamina Benguigui                   |
| 2020 | –                            | ADN                               | Neige                        |                 | Maïwenn                            |
| 2020 | –                            | The Man in the Hat                | motoros nő                   |                 | John-Paul Davidson Stephen Warbeck |
| 2021 | Tralala                      | Tralala                           | Barbara                      | N/A             | Larrieu testvérek                  |
| 2022 | –                            | Neneh Superstar                   | Marianne Bellage             |                 | Ramzi Ben Sliman                   |
| 2022 | Szeretteim                   | Les Miens                         | Emma                         | N/A             | Roschdy Zem                        |
| 2023 | Jeanne du Barry – A szerető  | Jeanne du Barry                   | Jeanne du Barry              | N/A             | Maïwenn                            |

#### Televíziós alkotások
| Év   | Magyar cím                                         | Eredeti cím                                                   | Szerep           | Rendező               | Megjegyzés             |
| ---- | -------------------------------------------------- | ------------------------------------------------------------- | ---------------- | --------------------- | ---------------------- |
| 1983 | Maigret felügyelő nyomoz Maigret karácsonya epizód | Les Enquêtes du commissaire Maigret Un Noël de Maigret epizód | Colette          | Jean-Paul Sassy       | televíziós sorozat     |
| 1985 | –                                                  | Double Face                                                   | a kislány        | Serge Leroy           | tévéfilm               |
| 1990 | –                                                  | La Famille Ramdam                                             | N/A              | Christiane Lehérissey | televíziós sorozat     |
| 2001 | –                                                  | L'Oiseau rare                                                 | Diane            | Didier Albert         | tévéfilm               |
| 2002 | –                                                  | Caméra Café La Fiancée venue du froid epizód                  | Irina Katostefia | N/A                   | televíziós sorozat     |
| 2002 | –                                                  | Nestor Burma Concurrences déloyales epizód                    | Jade             | Jacob Berger          | televíziós sorozat     |
| 2018 | –                                                  | Nox                                                           | Julie Susini     | Mabrouk el Mechri     | televíziós minisorozat |

### Rendezőként
| Év   | Magyar cím                  | Eredeti cím         | Feladatkör | Feladatkör | Feladatkör | Megjegyzés   |
| Év   | Magyar cím                  | Eredeti cím         | Rendező    | Író        | Producer   | Megjegyzés   |
| ---- | --------------------------- | ------------------- | ---------- | ---------- | ---------- | ------------ |
| 2004 | –                           | I'm an Actrice      | Igen       | Igen       | Nem        | kisjátékfilm |
| 2006 | –                           | Pardonnez-moi       | Igen       | Igen       | Igen       |              |
| 2009 | Színésznők bálja            | Le Bal des actrices | Igen       | Igen       | Nem        |              |
| 2011 | Polisse                     | Polisse             | Igen       | Igen       | Nem        |              |
| 2015 | Az én szerelmem             | Mon roi             | Igen       | Igen       | Nem        |              |
| 2020 | –                           | ADN                 | Igen       | Igen       | Igen       |              |
| 2023 | Jeanne du Barry – A szerető | Jeanne du Barry     | Igen       | Igen       | Nem        |              |

## Fontosabb díjak, jelölések
| Év   | Díj / Szervezet / Rendezvény             | Kategória                                              | Film                  | Eredmény | Megj.  |
| ---- | ---------------------------------------- | ------------------------------------------------------ | --------------------- | -------- | ------ |
| 2010 | Kristály Glóbusz                         | legjobb színésznő                                      | Színésznők bálja      | Jelölve  |        |
| 2011 | Cannes-i fesztivál                       | Arany Pálma                                            | Polisse               | Jelölve  | [ 32 ] |
| 2011 | Cannes-i fesztivál                       | A zsűri díja                                           | Polisse               | Elnyerte | [ 32 ] |
| 2011 | Stockholmi Nemzetközi Filmfesztivál      | Bronz Ló a legjobb filmnek                             | Polisse               | Jelölve  |        |
| 2012 | César-díj                                | legjobb rendező                                        | Polisse               | Jelölve  | [ 33 ] |
| 2012 | César-díj                                | legjobb eredeti forgatókönyv                           | Polisse               | Jelölve  | [ 33 ] |
| 2012 | Lumières-díj                             | legjobb rendező                                        | Polisse               | Elnyerte | [ 35 ] |
| 2012 | Lumières-díj                             | legjobb forgatókönyv                                   | Polisse               | Jelölve  | [ 35 ] |
| 2012 | Kristály Glóbusz                         | legjobb film                                           | Polisse               | Jelölve  |        |
| 2012 | Sarasotai Filmfesztivál                  | Közönségdíj a világ legjobb filmjének                  | Polisse               | Elnyerte | [ 36 ] |
| 2012 | SACD-díj                                 | A filmes szakág díja                                   | Polisse               | Elnyerte | [ 38 ] |
| 2015 | Hamburgi Filmfesztivál                   | Kritikusok díja                                        | Az én szerelmem       | Jelölve  |        |
| 2015 | Cannes-i fesztivál                       | Arany Pálma                                            | Az én szerelmem       | Jelölve  | [ 39 ] |
| 2016 | César-díj                                | legjobb rendező                                        | Az én szerelmem       | Jelölve  | [ 40 ] |
| 2016 | César-díj                                | legjobb film                                           | Az én szerelmem       | Jelölve  | [ 40 ] |
| 2016 | Lumières-díj                             | legjobb rendező                                        | Az én szerelmem       | Jelölve  |        |
| 2020 | Zürichi Filmfesztivál                    | „A Tribute to...” díj                                  | „A Tribute to...” díj | Elnyerte | [ 42 ] |
| 2020 | Genti Nemzetközi Filmfesztivál           | Nagydíj a legjobb filmnek                              | ADN                   | Jelölve  |        |
| 2020 | Szabad Zóna Filmfesztivál (Szerbia)      | legjobb film                                           | ADN                   | Jelölve  |        |
| 2020 | San Sebastián-i Nemzetközi Filmfesztivál | Közönségdíj a legjobb filmnek                          | ADN                   | Jelölve  |        |
| 2021 | César-díj                                | legjobb rendező                                        | ADN                   | Jelölve  | [ 43 ] |
| 2021 | Lumières-díj                             | legjobb rendező                                        | ADN                   | Elnyerte | [ 44 ] |
| 2021 | Alice Guy-díj                            | legjobb nő által rendezett francia vagy frankofón film | ADN                   | Jelölve  |        |

## Fordítás
- Ez a szócikk részben vagy egészben  a   Maïwenn című francia Wikipédia-szócikk ezen változatának fordításán alapul.  Az eredeti cikk szerkesztőit annak laptörténete sorolja fel. Ez a jelzés csupán a megfogalmazás eredetét és a szerzői jogokat jelzi, nem szolgál a cikkben szereplő információk forrásmegjelöléseként.